# 德米特里阿斯战役
德米特里阿斯战役 （希臘語：Ναυμαχία της Δημητριάδος）是发生在德米特里阿斯（今沃洛斯）地区的一场海陆联合战役，可能发生于1275年春，交战双方为拜占庭舰队、伦巴第的内格罗蓬特男爵和占领克里特岛的威尼斯人组成的拉丁联军。

## 背景
1270年代初，巴列奥略王朝收复君士坦丁堡（1261年）并摧毁了第四次十字军东征后建立的拉丁帝国，试图重建拜占庭帝国。然而，在伯罗奔尼撒半岛以外的希腊大陆，拉丁人的势力主要集中在雅典（法兰克的雅典公国）和埃维亚岛（由韦罗内斯领导，受威尼斯监督）。伊庇鲁斯专制国是拜占庭帝国受十字军攻打后产生的国家之一，后来逐渐衰落并分裂为两个部分。包括色萨利和弗提奥蒂斯在内的部分地区被约翰一世占领，首都位于新帕特雷（今伊帕提）。1272年，约翰在临时联盟的框架内，作为皇帝米海尔八世·巴列奥略的附庸，获得了至尊独裁者的头衔。但他极力维护自己的独立，反对拜占庭的霸权。
1274/75 年（具体日期不确定，近代学者更倾向于 1272/73 年或 1274/75 年），皇帝米海尔八世派遣其弟约翰·巴列奥略率领的军队和阿莱克修斯·菲洛桑皮努斯率领的海军入侵色萨利。军队抵达并围攻新帕特雷城堡，是为新帕特雷战役。约翰一世·杜卡斯在拉丁雅典公爵的帮助下击退了拜占庭军队的进攻，并将他们驱逐出伊帕提地区。受到拜占庭军队这次失败的鼓舞，拉丁人决定通过攻击停泊在德米特里亚斯港口外菲洛桑皮努斯的舰队来结束拜占庭的入侵。

## 战役过程
拉丁联合舰队由来自埃维亚岛和克里特岛的伦巴第人和威尼斯人船只组成，估计有 30 至 62 艘船，无论如何，所有资料都证实，他们在数量上比拜占庭人少了约三分之一。
拉丁舰队进入双盐湾（今帕加西蒂科斯湾），对拜占庭人发起突袭。最初的攻击非常有效，拉丁人几乎取得了胜利。他们的战舰上建有高耸的木塔，占据了优势，许多拜占庭海员和士兵阵亡或溺亡。 然而，就在拉丁人似乎胜券在握之际，专制公约翰·巴列奥略率领的援军赶到。在从尼奥帕特拉斯撤退时，专制公得知了即将爆发的战斗。他召集了所有能召集的兵力，一夜之间航行了四十英里，抵达德米特里阿斯，此时拜占庭舰队正濒临溃败。 他的到来大大鼓舞了拜占庭人的士气，他的到来大大鼓舞了拜占庭人的士气，巴列奥略的士兵们用小船登上战船，开始补充伤亡，扭转了战局。
战斗持续了一整天，但到了夜幕降临，除了两艘拉丁船只外，其余船只均被俘虏。拉丁军伤亡惨重，的士兵们用小船登上战舰，开始补充伤亡，扭转了战局。战斗持续了一整天，但到了夜幕降临，除了两艘拉丁船只外，其余船只均被俘虏。拉丁联军伤亡惨重，其中包括维罗纳的威廉二世。还有许多其他贵族被俘，其中包括威尼斯人菲利普·萨努多斯，他可能是舰队的总司令。

## 影响
德米特里亚斯战役的胜利减轻了拜占庭人在新帕特雷战役中的损失。
皇帝米海尔八世·巴列奥略非常高兴，正如威尼斯历史学家马里诺斯·萨努多斯所说，“他相信自己能够将拉丁人彻底驱逐出希腊，无论是通过武力还是外交手段，因此他忽视了帝国的所有其他事务。 ”
德米特里亚斯海战的胜利也标志着拜占庭帝国跨爱琴海反攻的开始。

## 脚注
1. ↑  Παχυμέρης, Γεώργιος; Poussines, Pierre. . Corpus historiae Byzantinae (Venice, Italy) Nunc Primum edita. Venetiis: Ex Typograpfia Bartholomei Javarina. 1729.
2. ↑  Geanakoplos 1959，第283–284頁;
Fine 1994，第190頁.
3. ↑  . fmg.ac.   [2020-06-19]. （原始内容存档于2012-04-11）.
4. ↑  Σανούδος Τορσέλλο, Μαρίνος. . 2000. ISBN 960-371-0113.